# Marsupella revoluta
Marsupella revoluta là một loài Rêu trong họ Gymnomitriaceae. Loài này được (Nees) Dumort. mô tả khoa học đầu tiên năm 1874.